# India-kapu
Az India-kapu az indiai főváros, Újdelhi egyik nevezetes építménye: egy diadalívet formázó hatalmas kapu, amely az 1910-es évekbeli háborúk hősi halottainak, mintegy 70 000 indiai katonának az emlékműveként szolgál. Korábbi neve Teljes-indiai Háborús Emlékmű, mai hivatalos neve Delhi Emlékmű.

## Története és leírása
Az 1914 és 1919 közötti háborúkban (főként az első világháborúban) elesett brit-indiai katonák emlékműveként szolgáló építményt az a Sir Edwin Lutyens tervezte a Birodalmi Hadisírbizottság rendeletére, aki egyrészt Újdelhi egyik fő tervezője volt, másrészt sok másik háborús emlékművet is megalkotott ezen kívül is. Az épület alapkövét 1921-ben tette le Viktória brit királynő harmadik fia, Artúr királyi herceg, Connaught hercege. Az építkezés egészen 1931-ig tartott: ekkor lett Újdelhi hivatalosan is India fővárosa.
A 42 méter magas, homokkőből készült diadalív a Rádzspath nevű út keleti végén áll, az út középtengelyében, egy alacsony, vörös bharatpuri kőből készült alapzaton. A tervező elutasította a gondolatot, hogy csúcsos ívek vagy egyéb ázsiai motívumok jelenjenek meg az építményen, inkább a klasszikus egyszerűségre törekedett: az így elképzelt alkotást azóta is sokan hasonlítják a párizsi diadalívhez. Tetején egy széles, sekély, tálszerű tárolót alakítottak ki, amelynek az volt a célja, hogy abban lángoló olaj nyújtson látványosságot némely ünnepélyes alkalmakkor. Bár mostanában nem szoktak benne tüzet gyújtani, de az épület lábazatánál négy örökmécses működik. Ezek az örökmécsesek fogják körbe az Amar Dzsaván Dzsjoti nevű kis emlékművet, amely 1971 óta mint „az ismeretlen indiai katona sírja” szolgál, és az 1971. decemberi pakisztáni háborúban elhunyt katonákra emlékezik.
A kapuív fölött angol nyelven a következő felirat olvasható: „MCMXIV India MCMXIX Az indiai hadseregek azon halottainak, akik elestek és megtiszteltettek Franciaországban és Flandriában, Mezopotámiában és Perzsiában, Kelet-Afrikában, Gallipoliban és máshol a Közel- és a Távol-Keleten, és azok szent emlékére is, akik nevei itt rögzítve vannak, és akik Indiában, az északnyugati határon estek el és a harmadik afgán háborúban.” Ezen kívül pedig kis méretű betűkkel több mint 13 000 indiai és brit katona neve van még felírva az emlékműre: ők az 1919-es afgán háború áldozatai.
Az épület tágabb környezetében széles, füvesített tér terül el, amely kedvelt piknikezőhely. Éjjel a diadalív díszkivilágításban részesül.

## Képek

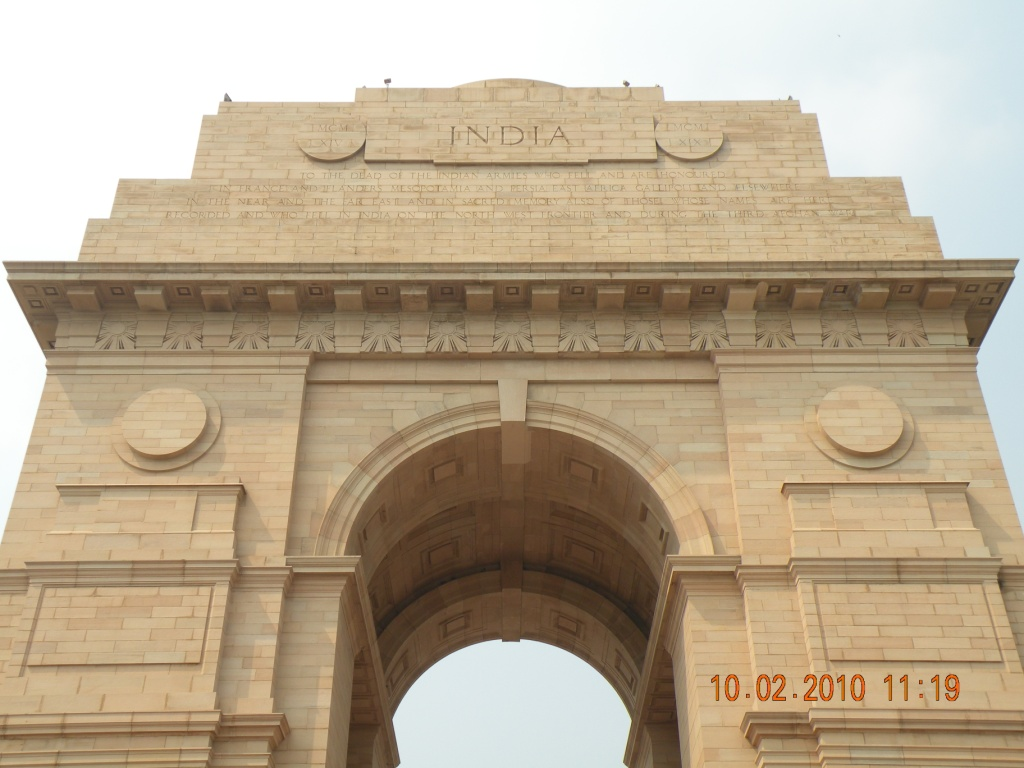
Az építmény felső része közelről
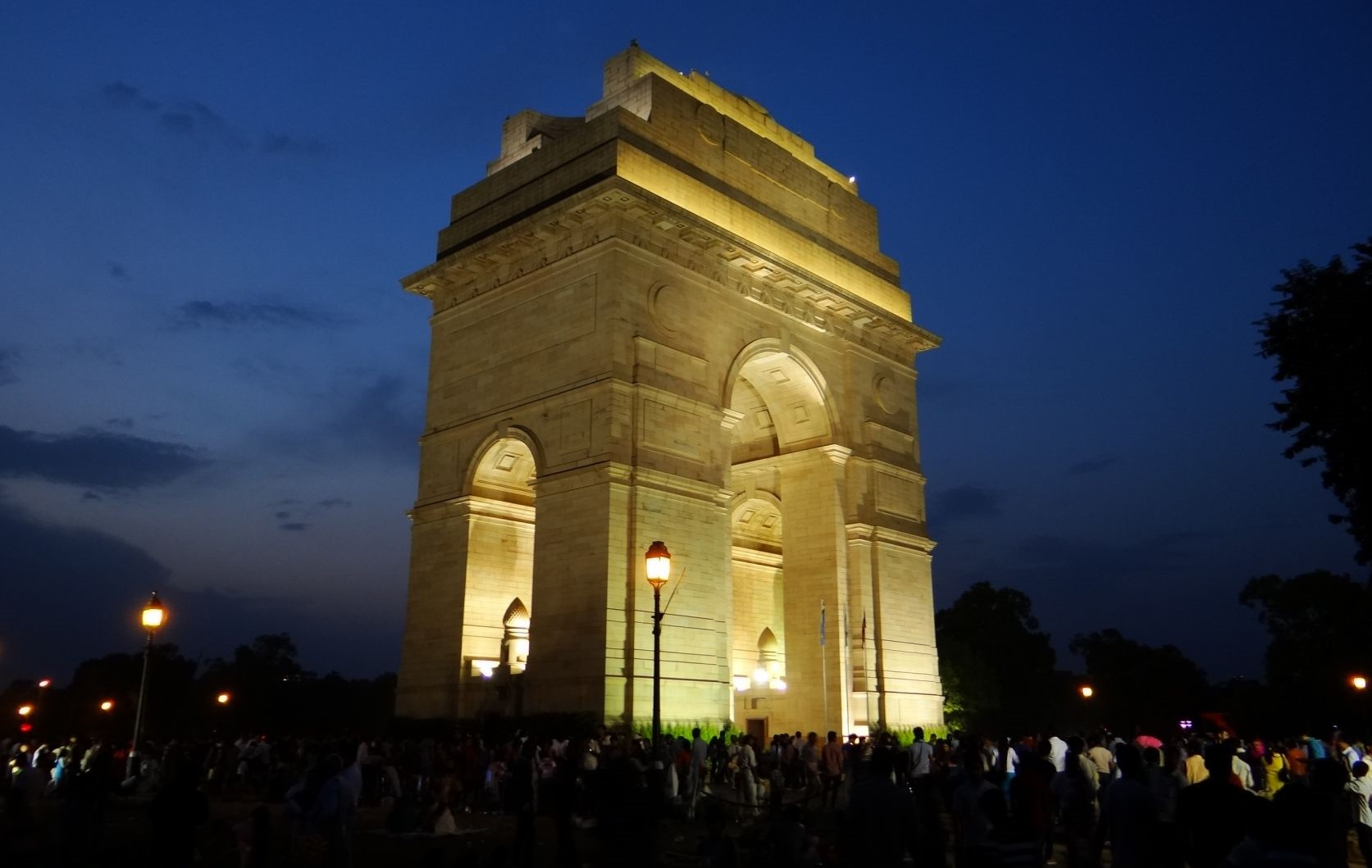
Éjjel, kivilágítva
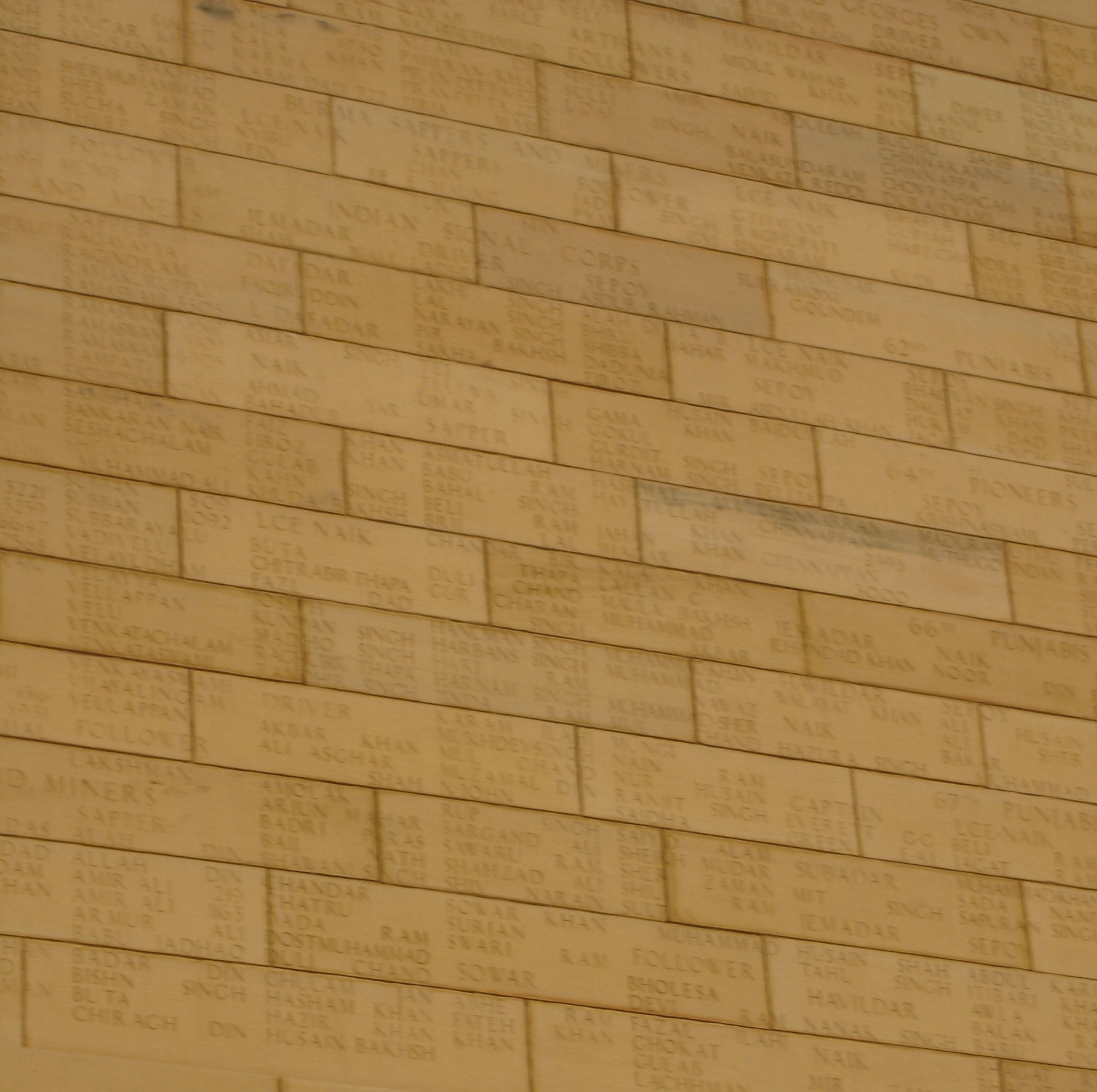
Katonák nevei felírva a kapura
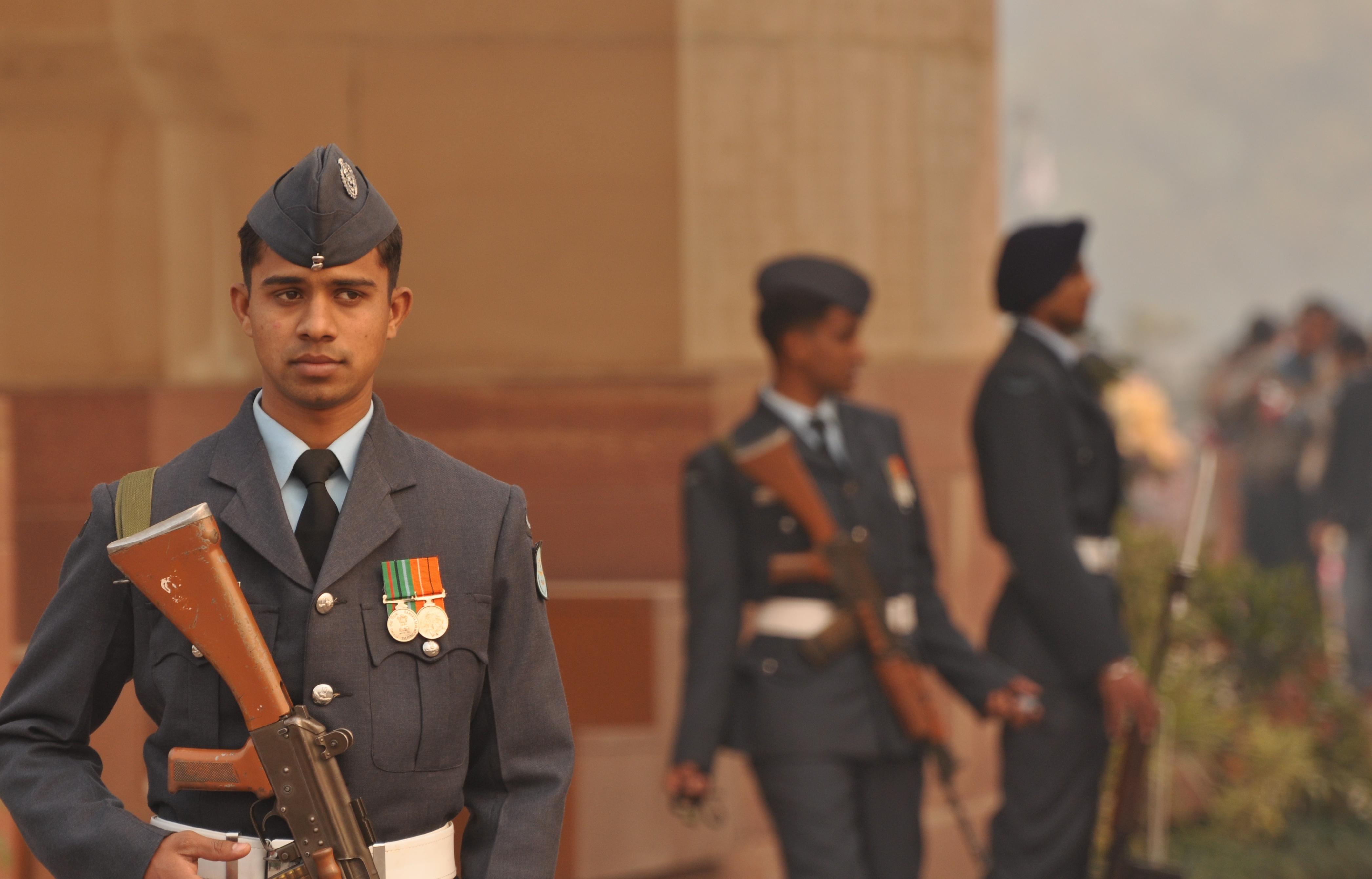
Díszőrség az India-kapunál